# الجرار (العدين)

تعديل مصدري - تعديل

الجرار هي إحدى قرى عزلة شلف بمديرية العدين التابعة لمحافظة إب، بلغ تعداد سكانها 380 نسمة حسب تعداد اليمن لعام 2004.